# Triglops forficatus
Triglops forficatus är en fiskart som först beskrevs av Gilbert, 1896.  Triglops forficatus ingår i släktet Triglops och familjen simpor. IUCN kategoriserar arten globalt som livskraftig. Inga underarter finns listade i Catalogue of Life.